# Tina Liebig
Tina Liebig, verh. Smolders, (* 28. April 1980 in Gera) ist eine ehemalige deutsche Radrennfahrerin.
In Valkenburg aan de Geul wurde Tina Liebig Junioren-Weltmeisterin 1998 auf der Straße. 2003 gewann sie die Tour de la Drôme und 2004 die Gesamtwertung des Giro del Trentino Alto Adige. 2005 gewann sie die Tour de Feminin – Krásná Lípa und wurde Siegerin der Bundesligaeinzelwertung. 2006 gewann sie im bayerischen Traunstein den Titel der deutschen Bergmeisterin.
Ende 2009 erklärte Tina Liebig ihren Rücktritt vom Radrennsport. Seitdem ist sie in Mainz Projektleiterin des MVGmeinRad. Auch trainiert sie den Nachwuchs des RV Sossenheim.

## Erfolge
1998
- Junioren-Weltmeisterin – Straßenrennen

2003
- eine Etappe Tour de Feminin – Krásná Lípa

2004
- Gesamtwertung und eine Etappe Giro del Trentino Alto Adige

2005
- eine Etappe Tour de Feminin – Krásná Lípa

## Teams
- 2003 Team Euregio Egrensis
- 2004–2006 Equipe Nürnberger
- 2007 Team Getränke-Hoffmann
- 2008–2009 Team DSB Bank